# Pseudomyopa punctipennis
Pseudomyopa punctipennis är en tvåvingeart som beskrevs av Camras 1981. Pseudomyopa punctipennis ingår i släktet Pseudomyopa och familjen stekelflugor. Inga underarter finns listade i Catalogue of Life.